# Франц Враницки
Франц Враницки (Беч, 4. октобар 1937) је некадашњи аустријски политичар и члан Социјалдемократске партије Аустрије (SPÖ). Обављао је функцију канцелара Аустрије од 1986. до 1997. године.

## Биографија
Као син ливничара, рођен је у сиромашној породици у Херналсу, 17. бечком округу. Ишао је у гимназију и студирао је економију, дипломирао је пословну администрацију 1960.  Финансирао је сам своје студије давајући часове латинског и енглеког, притом радећи и као радник у грађевинарству. Као момак, Враницки је играо кошарку, играјући и за аустријску кошаркашку репрезентацију која је неуспешно покушала да се квалификује за Летње олимпијске игре у Риму 1960.
Године 1962, Враницки се оженио са Кристином Кристен, са којом је имао сина Роберта и ћерку Клаудију. Исте године се учланио и у Социјалдемократску партију Асутрије - SPÖ.
Своју професионалну каријеру је почео у електро-инжињерској фирми, пре него што је прешао у Народну банку Аустрије. 1969. докторирао је у студијама међународног бизниса. Следеће године, Ханс Андрош, министар финансија у влади Бруна Крајског, га је поставио за економског и финансијског саветника.
Од 1976. Враницки је запослен као менаџер у разним аустријским банкама (1976—1981: Заменик генералног директора Кредитаншталта 1981, потом и генерални директор ове банке, а од 1981—1984. је био на позицији генералног директора Народне банке Аустрије.) 1984, тадашњи канцелар Фред Синовац, је поставио Враницког за министра финансија. Био је критикован због примања више накнада од својих различитих функција које је имао у владиним областима.

## Канцелар Аустрије 1986−1997.
Враницки је дошао на чело аустријске владе након оставке дотадашњег канцелара Фреда Синовца. Синовац је дао отказ из протеста због избора Курта Валдхајма за председника Аустрије на изборима 1986.
Када је Враницки преузео владу 16. јуна 1986. наставио је владајућу коалицију својих социјалиста са десничарском Слободарском партијом. Међутим, када је 13. септембра 1986, на чело Слободарске партије дошао Јерг Хајдер, Враницки је окончао коалицију са њима и аустријски парламент је распуштен. Убрзо је на парламентарним изборима 23. новембра 1986. Социјалдемократска партија Аустрије добила већину гласова, испред Аустријске народне партије и ове две партије су склопиле коалициони савез и формирале владу јануара 1987. са Враницким на челу и Алојзом Моком као његовим замеником.
Током своје владавине Враницки је нормализовао односе са Израелом и Сједињеним Америчким Државама који су били захлађени након забрињавајућих открића везаних за учешће председника Курта Валдхајма у Другом светском рату. Враницки је градио ближе односе са земљама Источне Европе и био је велики заговорник Европске уније. На референдуму из 1994. Аустријанци су са 66% гласова за изгласали улазак своје земље у Европску унију. Јануара 1997. Враницки је ступио са положаја аустријског канцелара и партисјког председника.

## Наставак каријере
По напуштању владе, од марта до октобра 1997. Враницки је представљао Албанију у Организацији за европску безбедност и сарадњу. Потом се вратио у сектор банкарства, прво на функцију политичког саветника Вест ЛБ банке и Баваг банке. У децембру 1997. изабран је у борд директора компаније Магна, као и туристичке компаније ТУИ и хотелског ланца Меџик Лајф. Такође је био члан Оперативног одбора Билдерберг групе.